# Buslijn 334
Buslijn 334 Leuven Gasthuisberg - Aarschot verbindt Leuven met Aarschot via de meest directe weg langs de N19. De bus rijdt voornamelijk tijdens de spitsuren. Aan het ronde punt in Rotselaar gaat bus 334 rechtdoor via Wezemaal en Gelrode. Dit in tegenstelling tot lijnen 333 en 335 die aan de rotonde naar links gaan. Lijn 335 komt in Wezemaal terug op de N19.
Buslijn 310 volgt een heel andere reisweg tussen Leuven en Aarschot. De snelste manier om van Leuven naar Aarschot te reizen, zijn echter de bussen 305 en 306.

## Pachter
De ritten worden deels gereden door STACA, een pachter in Kortenberg.

## Geschiedenis

### 1994
De toenmalige lijn 35A (Leuven - Rotselaar) werd in november 1994 doorgetrokken naar de Gasthuisbergsite.Belga (14/2/1997). [gopress.be/Public/index.php?page=archive-article&issueDate=1997-02-14&articleOriginalId=belgabelga029114021997-00000 De Lijn verbetert bussenaanbod van en naar Leuven]. Persbericht.  Geraadpleegd op 12/5/2014.

### 1997
In 1997 werd Lijn 35A dan opgesplitst in de lijnen 332, 333, 334 en 335.

### 1998
Op 24 mei 1998 werden een paar nieuwe regelingen ingevoerd, o.a. een frequentieverhoging. Er werden 32 bijkomende autobussen aangekocht en jaarlijks worden 1,8 miljoen extra kilometers gereden.

## Route
- Dynamische kaart op Openstreetmap met mogelijkheid tot inzoomen, omgeving bekijken en export als GPX

## Externe verwijzingen
- haltelijst
- routeplan
- Website De Lijn